# Amata aurofasciata
Amata aurofasciata là một loài bướm đêm thuộc phân họ Arctiinae, họ Erebidae.